# Kazimierz Jańczyk
Kazimierz Jańczyk (ur. 30 stycznia 1956 w Czarnocinie), regionalista, dziennikarz, publicysta, kierownik Warsztatu Terapii Zajęciowej.
Studia w Szkole Głównej Gospodarstwa Wiejskiego w Warszawie ukończył w 1980 r. Od roku 1980 związany ze Stalową Wolą. W latach 1999–2003 dziennikarz współpracujący między innymi z "Echem Dnia", "Tygodnikiem Region", dwutygodnikiem "Tajms" oraz miesięcznikiem "Wiadomości Podkarpackie". Od 2003 r. kierownik Warsztatu Terapii Zajęciowej przy Stowarzyszeniu "Nadzieja w Stalowej Woli".
Od 2000 r. współpracuje z Bractwem Miłośników Ziemi Ulanowskiej - autor wielu artykułów promujących Bractwo i Flisaków Ulanowskich. Honorowy flisak.
Od 2005 r. wiceprezes Stowarzyszenia Na Rzecz Odbudowy Staromiejskiego Ratusza w Rozwadowie.
2008 Prezes Kapituły Filantropii Charytatywnej pw. św. Marcina bpa z Tours przy WTZ "Nadzieja" w Stalowej Woli.
2008 Rada Miasta i Gminy Ulanów nadała mu tytuł "Honorowy Obywatel Miasta i Gminy Ulanów", za "rozsławianie Ziemi Ulanowskiej poprzez promowanie tradycji flisackich"

## Publikacje
- Entuzjasta czarnego Dębu - Jan Maciej Łyko. (2003)
- Subregion dolnosański - charakterystyka delimitacyjna. (2005)
- Rozwadowscy założyciele miasta Rozwadowa. (2005) współautor z Wilhelm Gaj-Piotrowskim
- Kościół św. Floriana w Stalowej Woli - mimiskansen architektury drewnianej. (2004) współautor z Wilhelm Gaj-Piotrowski i Dionizy Garbacz.
- Święty Marcin z Tours w legendzie i prawdzie /w:/ Studia sandomierskie 2005 t.12 s. 31-50.
- "Nadsańska Jasna Górka 2008" współautor z W. Gaj-Piotrowskim, Markiem Stańkowskim, Kazimierzem Kuczmanem, Andrzejem Nieznalskim
- Stulecie Rozwadowskiej Fary 1907-2007 (2008)
- Księga pamiątkowa jubileuszu 60-lecia kapłaństwa Ks. Wilhelma Gaja-Piotrowskiego 2010
- Stalowa Wola Miasto i powiat 2012 (autor tekstu)
- Ulanów Stolica polskiego flisactwa 2013 (red. wydania)

## Wyróżnienia
Zasłużony dla miasta Stalowej Woli (2006)
- Krzyż Komandorski Orderu św. Stanisława Biskupa i Męczennika (2011)
- Order św. Stanisława Biskupa i Męczennika I Klasy z gwiazdą (2013)